# Parathesis vulgata
Parathesis vulgata är en viveväxtart som beskrevs av Cyrus Longworth Lundell. Parathesis vulgata ingår i släktet Parathesis och familjen viveväxter. Inga underarter finns listade i Catalogue of Life.